# O (álbum de Omarion)
"O" é o primeiro álbum de estudio do cantor americano de R&B Omarion, lançado em 22 de fevereiro de 2005 pela Epic Records e Sony Urban Music. Apesar da linguaguem explícita, o álbum não traz selo de Parental Advisory na capa. Possui três singles: a faixa-título, "Touch", e "I'm Tryna". O álbum entrou em primeiro lugar na Billboard 200, e vendeu mais de 750.000 cópias nos Estados Unidos em novembro de 2008. "O" foi certificado Ouro pela Recording Industry Association of America (RIAA) e foi indicado para o  Grammy Award para melhor álbum contemporâneo de R&B na 48ª edição do prêmio.